# Permisul european de conducere a calculatorului

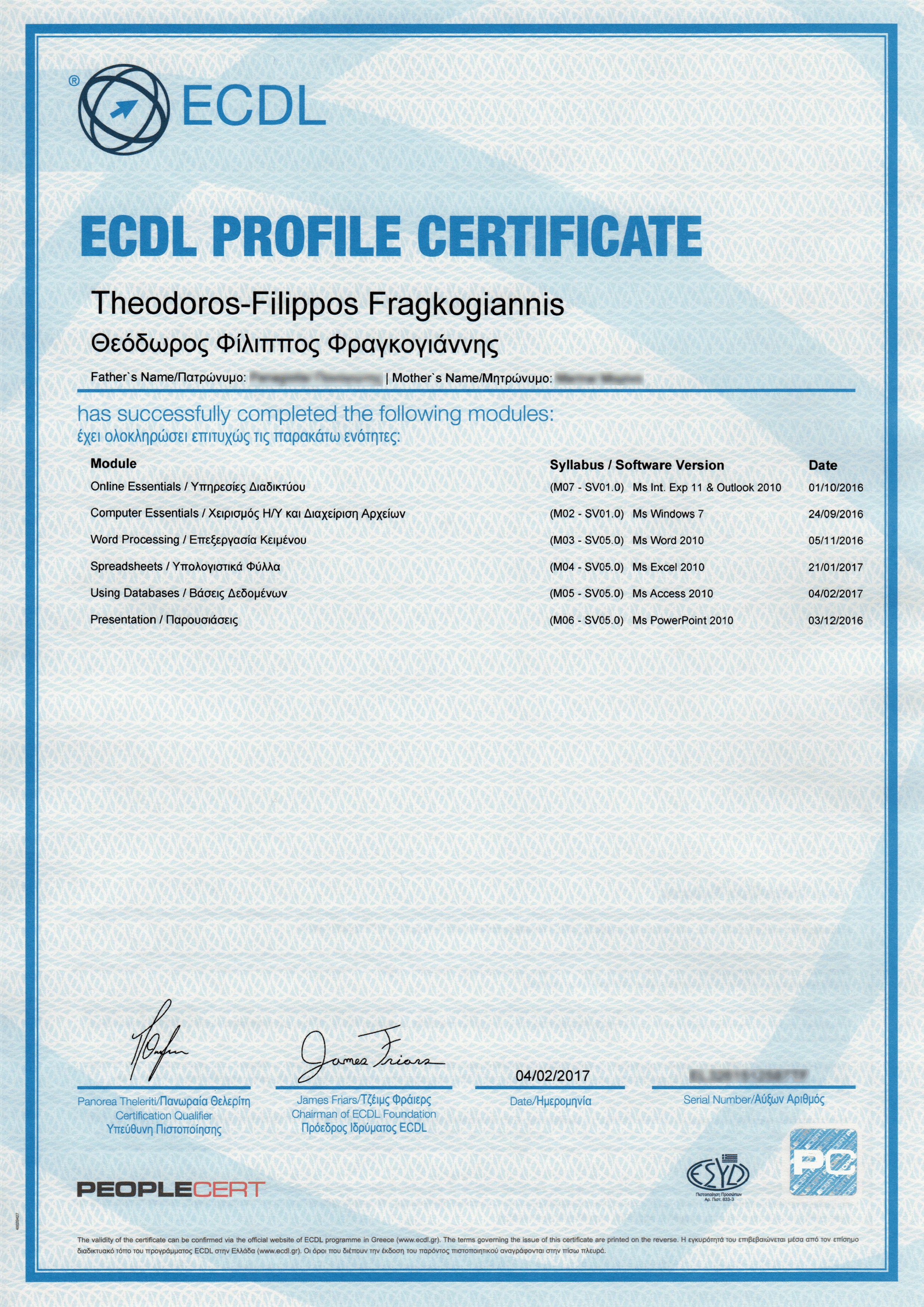
Certificare ECDL Profile emisă în Grecia în februarie 2017.

Permisul european de conducere a calculatorului (engleză European Computer Driving Licence, prescurtat ECDL) este un program international de certificare a competentelor digitale. În afara Europei, programul ECDL este cunoscut drept ICDL.
Permisul certifică faptul că deținătorul său are o bază standard de cunoștințe de utilizare a computerelor, de programare (modulul ECDL Computing), de modelare si imprimare 3D (modulul ECDL 3D Printing), Digital Marketing etc. Obținerea Permisului ECDL este recunoscută la nivel european și internațional ca un standard prin care angajatorii pot stabili abilitățile digitale ale angajaților curenți sau potențiali și prin care personalului îi pot crește perspectivele de angajare viitoare.
In anul 2019, Fundația ECDL introduce în Europa conceptul ICDL, identitatea de brand a celui mai răspândit standard de certificare a competențelor digitale, cunoscut local doar ca ECDL până acum.  al
Sub brandul ICDL, Fundația ECDL își propune să dezvolte în continuare programe de certificare a competențelor digitale relevante pentru timpurile noastre, în care tehnologiile se extind și se modifică mai repede decât oricând. Introducerea brandului ICDL în Europa marchează nu numai extinderea globală a numelui standardului de certificare ECDL/ICDL, ci și o nouă etapă în dezvoltarea certificărilor din portofoliul Fundației ECDL, lansarea de noi module și o nouă structură de programe.
Toate aceste noutăți vor fi disponibile treptat și în România, în completarea portofoliului curent de certificări al ECDL ROMANIA.